# Миливоје Узелац
Миливоје Узелац (Мостар, 23. јул 1897 — Котигнак, 6. јун 1977) био је сликар, графичар и илустратор.

## Биографија
Рођен је у српској породици 23. јула 1897. у Мостару. У Бања Луци је завршио гимназију где се упознао и дружио са Вилком Гецаном, класиком хрватске модерне уметности. На јесен 1911. године му је преминуо отац, па се са мајком и две сестре 1912. преселио у Загреб где је повремено похађао Академију ликовних уметности чији је пријемни испит положио и уписао са једва навршених шеснаест година под менторством Томислава Кризмана и касније Отона Ивековића. Прву самосталну изложбу је отворио 11. новембра 1912. Након избијања Првог светског рата је побегао од мобилизације у Праг где је радио са Јаном Прајзлером. Тамо је са Вилком Гецаном, Маријаном Трепшеном и Владимиром Варлајом формирао групу Четворице и дошао у додир са уметношћу експресионизма у чијем стилу је њихова група највише стварала. Завршетком рата 1919. године се вратио у Загреб где је са осталим члановима редовно излагао своја дела у Пролећном салону. У том раздобљу су настала његова најпознатија ремек дела.
Године 1923. се преселио у Париз где је стекао висок углед, у Француској остаје до своје смрти. Године 1971. је у Модерној галерији у Загребу одржана његова прва ретроспективна изложба. Од 27. новембра 2008. до 11. јануара 2009. у Уметничком павиљону у Загребу је одржана друга његова ретроспективна изложба на којој су скупљене слике из великог броја галерија, приватних збирки, као и нека његова непозната дела. Аутор је многобројних цртежа, посебно еротских, илустрација књижевних дела, зидних декорација међу којима су декорације на југословенском павиљону на Међународној изложби у Паризу 1937, предложака за таписерије, плаката и казалишних сценографија. Преминуо је 6. јуна 1977. у Котигнаку.